# 北京良乡机场
北京良鄉機場，軍用機場，海軍航空兵飛行試驗訓練中心，位於北京市西南部之房山區。该机场为中国人民解放军海军司令部直辖，在场驻扎海军航空兵独立运输第2团，部队番号为91395部队，装备飞机有Y-7-100、Y-7G、Y-8CH以及Y-9。
2008年，海軍大連艦艇學院學員組成海軍援奧儀式標兵隊，參加北京奧運會、殘奧會的開閉幕式表演，即駐紮在良鄉機場進行訓練。

2009年，良鄉機場被用作首都國慶六十周年群众游行隊伍北京工商大學、北京理工大學的訓練地點，為這次大典的籌備做出了重要的作用與貢獻。

2019年，良鄉機場被用作首都国庆七十週年群众游行隊伍北京工商大學、北京理工大學的訓練地點。
1. ↑  . 微博.   [2014-11-09]. （原始内容存档于2021-04-15）.
2. ↑  . Scramble - Dutch Aviation Society.   [2021-04-15]. （原始内容存档于2021-04-16）.